# Johan Melander (filolog)
Johan Melander, född den 21 mars 1878 i Ransbergs socken, död den 29 juni 1947 i Uppsala, var en svensk filolog. Han var son till August Johanson och måg till Henrik Östberg.
Melander avlade studentexamen 1898, filosofie kandidatexamen 1902 och filosofie licentiatexamen 1907. Han blev adjunkt i Hudiksvall 1911 och i Uppsala 1915.
Melander disputerade 1916 i Uppsala på avhandlingen Étude sur "magis" et les expressions adversatives dans les langues romanes och promoverades till filosofie doktor samma år. Han blev lektor vid Östermalms högre allmänna läroverk i Stockholm 1922 och vid Uppsala högre allmänna läroverk 1925.
Melander blev professor i romansk filologi vid Uppsala universitet 1932, som efterträdare till Erik Staaff. Han var censor vid studentexamina från 1935. Melander företog ett flertal studieresor till Tyskland, England, Frankrike, Italien och Spanien. Han var ledamot av Humanistiska vetenskapssamfundet i Uppsala. Melander blev emeritus 1943, då Paul Falk efterträdde honom. Samma år tillägnades han festskriften Mélanges de philologie offerts à M. Johan Melander 21/3 1943. Melander publicerade själv Les formes toniques des pronoms personnels regimes après quelques particules dans l'ancien frangais (1917), Guibert d'Andrenas, chanson de geste (1922), Le sort des prépositions "cum" et "apud" dans les langues romanes (1925), Étude sur l'ancienne abréviation des pronoms personnels régimes dans les langues romanes (1928), L'origine de l'italien "me ne", "me lo", "te la" et cetera (1929), Les poésies de Robert de Castel (1930) och Enklise oder Proklise des tonlosen Objektspronomens im Altfranzösich (1935). Från år 1937/1938 till 1946/1947 var han ansvarig utgivare för tidskriften Studia Neophilologica, som 1928 grundades av Robert Eugen Zachrisson.
Johan Melander är begravd på Uppsala gamla kyrkogård.

## Utmärkelser
- (på franska) Mélanges de philologie offerts à M. Johan Melander 21/3 1943. Uppsala: Lundequistska bokhandeln. 1943. Libris 86482 - festskrift tillägnad Johan Melander den 21 mars 1943